# Col de Chasseral
De Col de Chasseral is een 1502 meter hoge Zwitserse bergpas die de verbinding vormt tussen Nods en Saint-Imier, beide in het kanton Bern. De weg is gelegen over de 1607 meter hoge Chasseral, de hoogste top van de noordelijke Jura.
Voor het berijden van de weg wordt tol geheven. Op het hoogste punt van de route staat een oriëntatietafel. Bij helder weer heeft men vanaf hier zicht op de Alpen, Vogezen, het Zwarte Woud en het Meer van Biel. Vanaf dit punt kan men over een wandelpad de top van de Chasseral in een kwartier bereiken.
Albrun · Albula · Alpe Gesero · Bernina · Brünig · Chasseral · Croix · Ferret · Flüela · Forclaz · Furka · Furggu · Gemmi · Glas · Glaubenberg ·  Glaubenbüelen · Gries · Grimsel · Grote Scheidegg · Grote St.-Bernhard · Gurnigel · Gueulaz · Jaun · Julier · Klausen · Kleine Scheidegg · Kunkel · Lenzerheidepas · Livigno · Lukmanier · Maloja · Moosalp · Morgins · Mosses · · Saanenmöser · Neggia · Nufenen · Oberalp · Ofen · Pillon · Planches · Pragel · San Bernardino · Sanetsch · Schallenberg · Simplon · Sint-Gotthard · Splügen · Susten · Umbrail · Vue des Alpes · Wolfgang